# Helge Frender

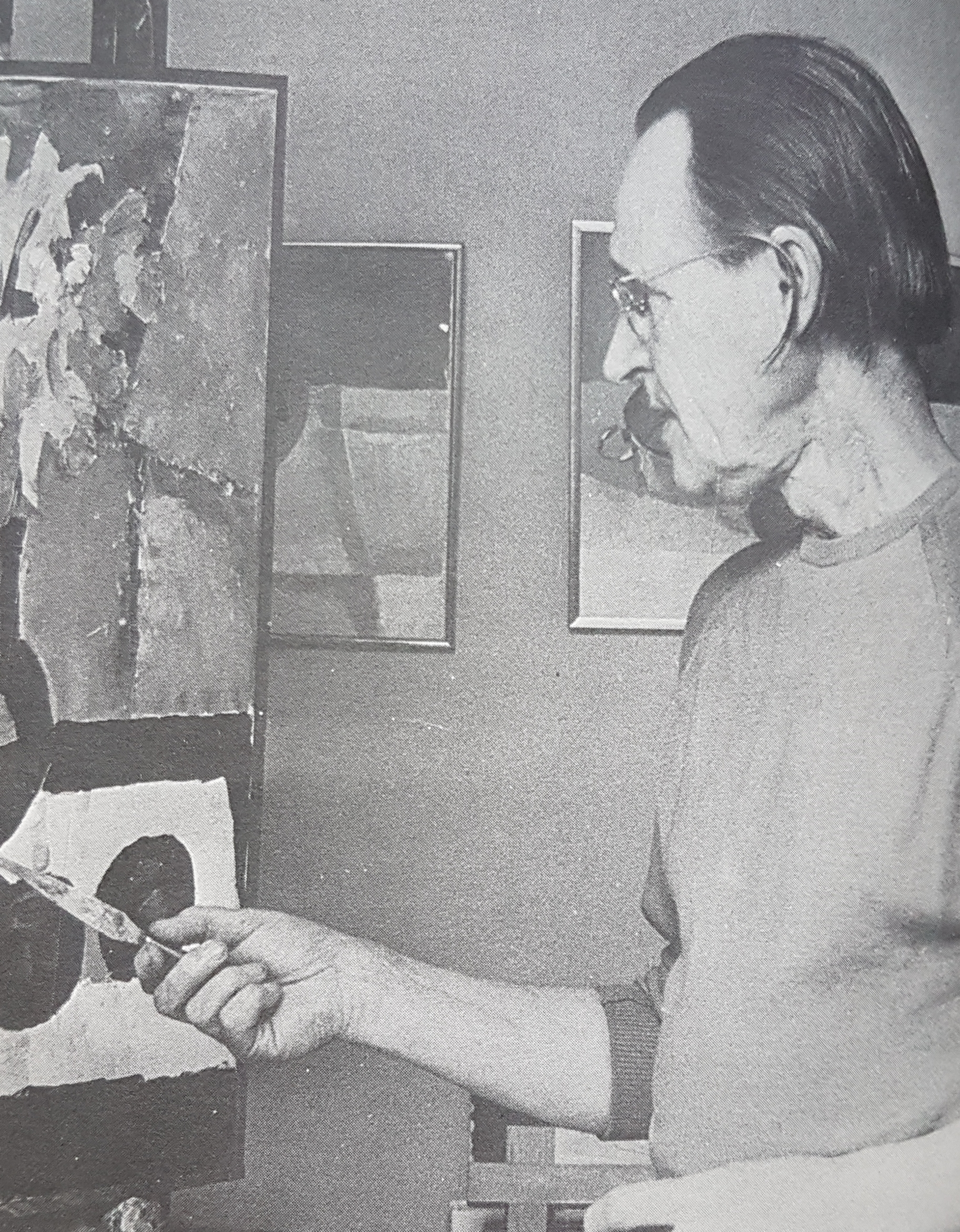
Helge Frender

Helge Carl Georg Frender, född 30 september 1906 i Jörn Västerbottens län, död 3 januari 1976 i Filipstad, var en svensk målare. 
Eftersom Frenders föräldrar flyttade till Värmland när han var liten, växte han upp i först Filipstad och sedermera i Charlottenberg. 
Han studerade konst för Thor Fagerkvist som uppmuntrade honom till ett figurmåleri med religiöst innehåll, därefter studier vid Kungliga konsthögskolan 1932–1937. 
Han debututställde 1939 i Stockholm, och har därefter deltagit i ett flertal utställningar i Sverige. Hans konst består huvudsakligen av målningar utförda i olja med motiven, naket, figurkompositioner, ofta med religiösa ämnen, landskap med värmländska och franska motiv, samt stilleben.
Han tilldelades Bobergska stipendiet 1934 och 1935, Gustaf Rydbergs stipendium 1936 samt blev Värmlands konstförenings resestipendiat 1955.  
Frender finns representerad på Värmlands museum med fyra oljeskisser för Karlstads krematotium, Nationalmuseum, Norrköpings konstmuseum, Borås konstmuseum, Hallands konstmuseum och Institut Tessin i Paris.
På sommaren bodde han och hans fru Stina i Kärradal, Varberg. De hyrde en stuga av gården Köpenhamn. Han hade varje år en utställning på Socitetshuset i Varberg. Detta skedde under slutet av 1940-talet och första hälften av 1950-talet. Under denna tid var de boende i Stockholm, där de hade en konstnärslägenhet i Hägersten.